# Friedrich J. Lucas

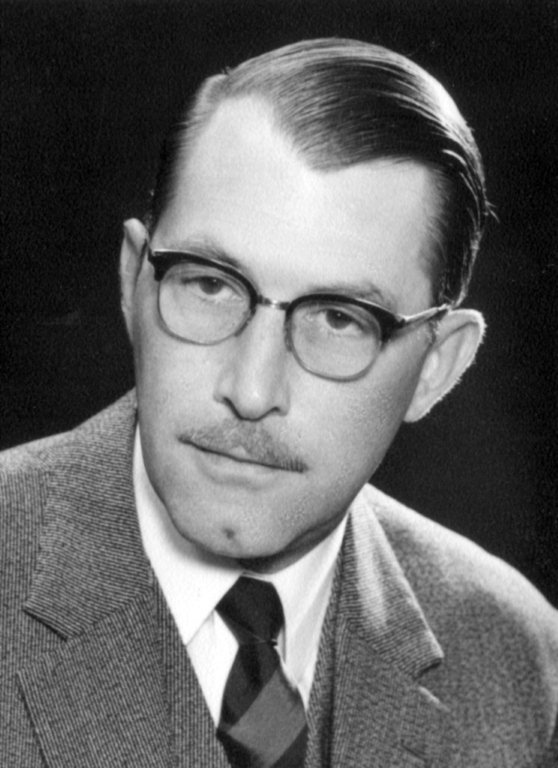
Friedrich J. Lucas (nach 1960)
(Bildarchiv von Universitäts-Bibliothek / Archiv Gießen)

Friedrich J. (Jakob) Lucas (* 10. Mai 1927 in Schwelm, Westfalen; † 16. November 1974 in Königstein im Taunus) war ein deutscher Historiker und Geschichtsdidaktiker. Er wurde als erster Historiker der Bundesrepublik 1961 auf eine Professur für Geschichtsdidaktik (Didaktik der Geschichte und Sozialkunde) an der Universität Gießen berufen. Lucas trug wesentlich zur theoretischen Grundlegung der Geschichtsdidaktik als eigenständige wissenschaftliche Disziplin bei und wirkte schulbildend. Ferner erarbeitete er die Konzeption des seinerzeit wegweisenden Geschichtsschulbuches „Menschen in ihrer Zeit“, das Lucas ab 1964 im Ernst Klett Verlag, Stuttgart herausgab.

## Leben und Werk
Friedrich J. Lucas wurde 1927 als Sohn des Studienrats Heinrich A. Lucas in Schwelm bei Wuppertal geboren. Ab Frühjahr 1937 besuchte er das Hindenburg-Realgymnasium in Elberfeld bei Wuppertal, das Lucas im Herbst 1944 mit dem Notabitur verließ. Wie damals üblich, absolvierte er eine kurze militärische Erstausbildung beim Reichsarbeitsdienst (RAD). Dann wurde er Soldat der Wehrmacht und war 1945 noch in Ost-Oberschlesien eingesetzt, von wo aus er sich bis in den Westen des besiegten Deutschlands durchschlagen konnte. Er geriet in britische Kriegsgefangenschaft.
Im Unterschied zu dem gleichaltrigen Historiker Rolf Schörken, der bei der Verteidigung der gemeinsamen Heimatstadt Wuppertal schwer verletzt wurde, überstand Lucas den Krieg unversehrt. Nach der Entlassung aus der Kriegsgefangenschaft holte Lucas das fehlende Schulhalbjahr bis zum Abitur nach, das er im Frühjahr 1946 in Wuppertal ablegte. Sein Vater Heinrich A. Lucas war Reserveoffizier gewesen. Als sowjetischer Kriegsgefangener kam Heinrich Lucas im GULAG-Zwangsarbeitslager Workuta im nördlichsten Russland ums Leben. Obwohl Friedrich Lucas Zeit seines Lebens nur wenig über seine Erfahrungen während der NS-Zeit sprach, waren die Jahre der nationalsozialistischen Diktatur offenbar prägend und trugen maßgeblich zu seiner Forderung bei, den Geschichtsunterricht zu demokratisieren.
Im Herbst 1946 wurde Lucas nach Ableistung eines Schnellkurses Schulhelfer – eine Art Aushilfslehrer – an einer Wuppertaler Volksschule. Zum Wintersemester 1947/48 nahm er ein Studium des Volksschullehramts an der Pädagogischen Akademie Essen auf, das Lucas nach zwei Jahren mit dem Ersten Staatsexamen abschloss. Nach dem Vorbereitungsdienst legte er 1952 das Zweite Staatsexamen ab und arbeitete weiter als Volksschullehrer.
Seit September 1953 war Lucas vom Schuldienst beurlaubt, um an einem halbjährigen „Teacher Training Program“ in den Vereinigten Staaten von Amerika teilzunehmen. Im Rahmen dieses Besuchs studierte er drei Monate am Washington State College in Pullman. Nach seiner Rückkehr aus den USA absolvierte Lucas seit dem Sommersemester 1954 ein Zweitstudium der Fächer Geschichte und Anglistik für das gymnasiale Lehramt an der Universität Bonn, das er im Juli 1958 abschloss. Ein Jahr später wurde Lucas mit einer zeitgeschichtlichen Dissertation über „Hindenburg als Reichspräsident“ – genauer: über den Anteil Hindenburgs an Hitlers Aufstieg – an der Universität Bonn promoviert. Sein Doktorvater war der Historiker Max Braubach.
Nach Ableistung des Vorbereitungsdienstes legte Lucas im Oktober 1959 sein Zweites Staatsexamen ab und unterrichtete an Gymnasien in Bonn und Bad Godesberg. Bereits im November 1960 verließ Lucas den Schuldienst endgültig. Er begann noch als Dozent am Pädagogischen Institut Weilburg, wurde aber mit diesem in die 1961 geschaffene Hochschule für Erziehung Gießen eingegliedert und hier zum außerordentlichen Professor für „Didaktik der Sozialkunde und der Geschichte, insbesondere des 20. Jahrhunderts“ ernannt. Seit Ende 1961 leitete Lucas gemeinsam mit dem Politikdidaktiker Wolfgang Hilligen das Seminar für Didaktik der Geschichte und der Sozialkunde an der HfE, die später als Abteilung für Erziehungswissenschaften der Justus-Liebig-Universität Gießen angegliedert wurde. Im August 1967 berief der hessische Kultusminister Ernst Schütte Lucas zum Ordinarius für Didaktik der Geschichte und Sozialkunde. Die Berufungskommission hatte eine so genannte Unico loco-Liste aufgestellt, einesteils wegen der nicht zuletzt durch seine Schulbucharbeit erwiesenen Qualifikation des Bewerbers, andererseits wegen „der Schwierigkeit, geeignete Gelehrte für einen Lehrstuhl der Didaktik der Geschichte zu gewinnen“. Diese wurde erst im kommenden Jahrzehnt auf breiterer Grundlage an den westdeutschen Universitäten institutionalisiert.
Bereits während seines Zweitstudiums an der Universität Bonn stand Lucas mit einem Autorenteam des Ernst Klett Verlages um den leitenden Redakteur Gunter Thiele in Verbindung, der ein neues Geschichtslehrwerk für Realschulen auf den Markt bringen wollte. Die Konzeption des schließlich ab 1964 erschienenen mehrbändigen Werkes und sein Titel „Menschen in ihrer Zeit“ gingen maßgeblich auf Lucas zurück. Den Lehrkräften standen in „Handreichungen für den Lehrer“ ausführliche Erläuterungen und Ergänzungen zur Verfügung. In einem vom nordrhein-westfälischen Kultusministerium eingeholten Zulassungsgutachten wurde der hauptsächlich von Lucas verfasste letzte Band („In unserer Zeit“, 1966) „als das bei weitem beste Unterrichtswerk über die Geschichte des 20. Jahrhunderts“ gewürdigt und seine Einführung als Pflichtbuch für die 6. Klassen der Realschule empfohlen. Wegen des Verkaufserfolgs des Lehrwerks gab der Klett Verlag ab 1968 auch eine vierbändige Ausgabe für Gymnasien heraus. Die bereits geplante Ausgabe für Hauptschulen, an der Lucas sehr gelegen war, kam wegen seines frühen Todes nicht mehr zustande.
Friedrich Lucas war Begründer und Herausgeber der wissenschaftlichen Buchreihe „Anmerkungen und Argumente zur historischen und politischen Bildung“ im Klett Verlag, die 1972 mit einer Aufsatzsammlung über Geschichtsunterricht und Geschichtsdidaktik begann. Sie wurde später von dem Politikwissenschaftler Paul Ackermann und dem Geschichtsdidaktiker Rolf Schörken weitergeführt. Die Reihe machte sich einen Namen als Diskussionsforum für aktuelle Probleme der Geschichtsdidaktik. In Band 9 dieser Reihe gab Friedrich J. Lucas noch selbst das letzte Werk des französischen Historikers und Widerstandskämpfers Marc Bloch (erschossen 1944) erstmals in deutscher Übersetzung heraus: „Apologie der Geschichte oder der Beruf des Historikers“, 1974. In diesem Buch findet sich bereits die Definition: „Geschichte ist die Wissenschaft vom Menschen in der Zeit“. In der Einleitung informierte Lucas auch über die Schule der fortschrittlichen Strukturhistoriker in Frankreich, die sich nach der Fachzeitschrift „Annales“ benannten.
Lucas war ein begehrter Referent und Sektionsleiter, so beispielsweise bei einer Tagung, aus der 1973 die Vorläuferin des Fachverbandes „Konferenz für Geschichtsdidaktik“ hervorging.
Seit 1957 war Lucas mit Hilde Lucas, geb. Nolden, verheiratet. Sie hatten zwei Kinder.
Während einer religionspädagogischen Tagung im hessischen Königsstein erlag Friedrich Lucas im November 1974 einem nächtlichen Herzinfarkt. Er wurde 47 Jahre alt.

## Geschichtsdidaktische Position
Friedrich J. Lucas warnte 1966 vor der Wiederholung früherer Fehler, die er als unvermeidliche Folge der unzureichenden historischen Aufarbeitung des Nationalsozialismus ansah. Statt die prinzipielle Zukunftsoffenheit der Geschichte herauszuarbeiten, übe der praktische Geschichtsunterricht die „Anpassung an das Bestehende“ ein. Stattdessen müsse sich jede Gegenwart im Medium des urteilenden Umgangs mit der Vergangenheit Rechenschaft über sich selbst ablegen, um die Zukunft erfahrungsgesättigt und vernunftgeleitet gestalten zu können. Daher dürfe „die Reduzierung des Geschichtsbewußtseins auf das unmittelbar Nachwirkende […] nicht bloßes Bedauern unter Historikern bleiben, sondern muß sich in der Offenheit geschichtlicher Orientierung tätig korrigieren.“
In diesen wenigen Sätzen sind Lucas‘ geschichtsdidaktische Positionen pointiert zusammengefasst. Der Geschichtsunterricht müsse Kenntnisse über das menschliche Zusammenleben in der zeitlichen Veränderung vermitteln, diese auf gegenwärtige Problemlagen beziehen, um durch Vergleiche mit früheren Lösungsversuchen den Erfahrungshorizont der Gegenwart zu erweitern, letztlich Qualifikationen für die Bewältigung aktueller Lebenssituationen ausbilden. Geschichte war für Lucas mithin untrennbar mit Gegenwarts- und Zukunftsaufgaben der Gesellschaft verbunden.
Andererseits grenzte er sich von einem verkürzten Verständnis des Gegenwartsbezugs ab, indem er mit den Historikern der französischen Annales-Schule auf historische Strukturen langer Dauer hinwies und die Eigenlogik des Schulfachs Geschichte gegen die Politikwissenschaft abgrenzte. Letztlich teilte er die Überzeugung vieler zeitgenössischer Historiker, dass die Strukturgeschichte des „technisch-industriellen Zeitalters“ erforscht und unterrichtlich vermittelt werden müsse. Der Nestor der deutschen Strukturgeschichtsschreibung, Werner Conze, lobte „Menschen in ihrer Zeit“ Ende 1967 als „sehr gut gelungen“ sowie „didaktisch und visuell sehr bemerkenswert“.
Lucas war seiner Zeit voraus. Er nahm die spätere geschichtsdidaktische Diskussion um den Begriff „Geschichtsbewusstsein“ in wesentlichen Hinsichten vorweg, hob die Bedeutung der Problemorientierung im historischen Lernen hervor und erarbeitete Grundlagen des Gegenwartsbezugs im Geschichtsunterricht. Ferner machte er als einer der ersten deutschen Historiker auf die Bedeutung der Sprache im historischen Lernen aufmerksam, hier mit besonderem Blick auf das Schulgeschichtsbuch.
Die Vorlesung „Grundriss der Geschichtsdidaktik“, die Lucas seit 1964 – zunächst unter dem Titel „Allgemeine Didaktik und Methodik des Geschichtsunterrichts“ – mehrfach modifiziert hielt, wurde jedoch zu seinen Lebzeiten nicht veröffentlicht. Dies trug dazu bei, dass Lucas‘ Verdienste um die deutsche Geschichtsdidaktik weitgehend in Vergessenheit gerieten.
Seine akademischen Schüler waren Ursula A. J. Becher, Klaus Bergmann, Ulrich Mayer und Hans-Jürgen Pandel.

## Schriften (Auswahl)
- Hindenburg als Reichspräsident, in: Bonner historische Forschungen, Band 14, Bonn 1959.[19]
- Menschen in ihrer Zeit. Geschichte für Realschulen, Konzeption: Friedrich J. Lucas unter Mitwirkung von Wolfgang Hilligen, Klett Verlag, Stuttgart 1964.
  - Bd. 1 Erzählungen aus der Geschichte (Zum Propädeutischen Geschichtsunterricht). Von Realschullehrer Willy Kühn, Stuttgart, 1964[20]
  - Bd. 2 Im Altertum. Von Richard Freyh und Realschullehrer Joachim Volkmer, Stuttgart, 1965
  - Bd. 3 Im Mittelalter. Von Wolfgang Hug und Erhard Rumpf, Stuttgart, 1966
  - Bd. 4 In der frühen Neuzeit. Von Joist Grolle, Erhard Rumpf, Stuttgart, 1966
  - Bd. 5 Im vorigen Jahrhundert. Von Gunter Thiele, Erhard Rumpf, Joist Grolle, Fredrich J. Lucas, Stuttgart, 1967
  - Bd. 6 In unserer Zeit. Von Friedrich J. Lucas, Heinrich Bodensieck, Erhard Rumpf, Stuttgart, 1966.
- Menschen in ihrer Zeit, 2. Auflage, 4-bändig: Konzeption des Gesamtwerks: Friedrich J. Lucas, unter Mitwirkung von Wolfgang Hilligen, 1968/1969:
  - Bd. 1 Im Altertum und frühen Mittelalter. Von Richard Feyh †, Wolfgang Hilligen, Friedrich Jahr, Siemer Oppermann, Erhard Rumpf, Joachim Volkmer, Helmut G. Walter, Stuttgart
  - Bd. 2 In Mittelalter und Neuzeit. Von Joist Grolle, Erhard Rumpf, H-G. Walther, Stuttgart, 1968
  - Bd. 3 Im vorigen Jahrhundert. Von Joist Grolle, Erhard Rumpf, Gunter Thiele, Stuttgart, 1969
  - Bd. 4 In unserer Zeit. Von Friedrich J. Lucas, Heinrich Bodensieck, Erhard Rumpf, Gunter Thiele, Stuttgart, 1975.
- Menschen in ihrer Zeit, Überarbeitete und erweiterte Ausgabe B, 4 Bde. Mit denselben Autoren (1978–1982).
- Erstmalige deutsche Übersetzung von: Marc Bloch: Apologie der Geschichte oder Der Beruf des Historikers, Stuttgart 1974.[21]
- Geschichte als engagierte Wissenschaft. Zur Theorie einer Geschichtsdidaktik, hg. v. Ursula A. J. Becher/Klaus Bergmann/Ulrich Mayer/Hans-Jürgen Pandel/Walter Petzinger, (Anmerkungen und Argumente zur historischen und politischen Bildung), Stuttgart 1985.[22]